# Rivoluzione di luglio
Con la Rivoluzione di luglio, nota anche come Rivoluzione del 1830, Seconda rivoluzione francese, Tre giornate di Parigi e Trois Glorieuses in francese, avvenuta a Parigi nelle giornate del 27, 28 e 29 luglio 1830, fu rovesciato l'assolutista Carlo X, ultimo sovrano della dinastia dei Borbone-Francia, e sostituito da Luigi Filippo I, il re della monarchia di luglio.
Dopo un lungo periodo di crisi ministeriali prima e parlamentari poi, re Carlo X, col supporto del primo ministro Jules de Polignac, tentò un colpo di mano anticostituzionale emanando le «ordinanze di Saint-Cloud» il 25 luglio 1830, con cui la monarchia costituzionale rischiava di riavvicinarsi al modello di monarchia assoluta abolita con la Rivoluzione. In reazione, il movimento di opposizione si trasformò rapidamente in rivoluzione repubblicana: il popolo parigino si sollevò, eresse le barricate e affrontò le truppe comandate dal maresciallo Marmont in combattimenti che provocarono almeno ottocento morti fra gli insorti e circa duecento fra i soldati.
Carlo X e la famiglia abbandonarono Parigi. I deputati liberali, in maggioranza monarchici, presero le redini della rivoluzione popolare e conservarono la monarchia costituzionale al prezzo di un cambiamento di dinastia, rifiutando l'abdicazione di Carlo X in favore del giovanissimo nipote Enrico, duca di Bordeaux. La casa d'Orléans, ramo cadetto di quella di Borbone, succedette sul trono di Francia con Luigi Filippo, il reggente del regno, che fu proclamato «re dei Francesi» e non più «re di Francia».
La rivoluzione del 1830 non provocò rivolgimenti istituzionali né in Francia né in Europa, a parte il caso del Belgio, ma per la prima volta dal tempo della rivoluzione del 1789 un'ondata di rivoluzioni popolari attraversò l'Europa.

## Le cause

### L'irrigidimento di Carlo X: la costituzione del ministero Polignac

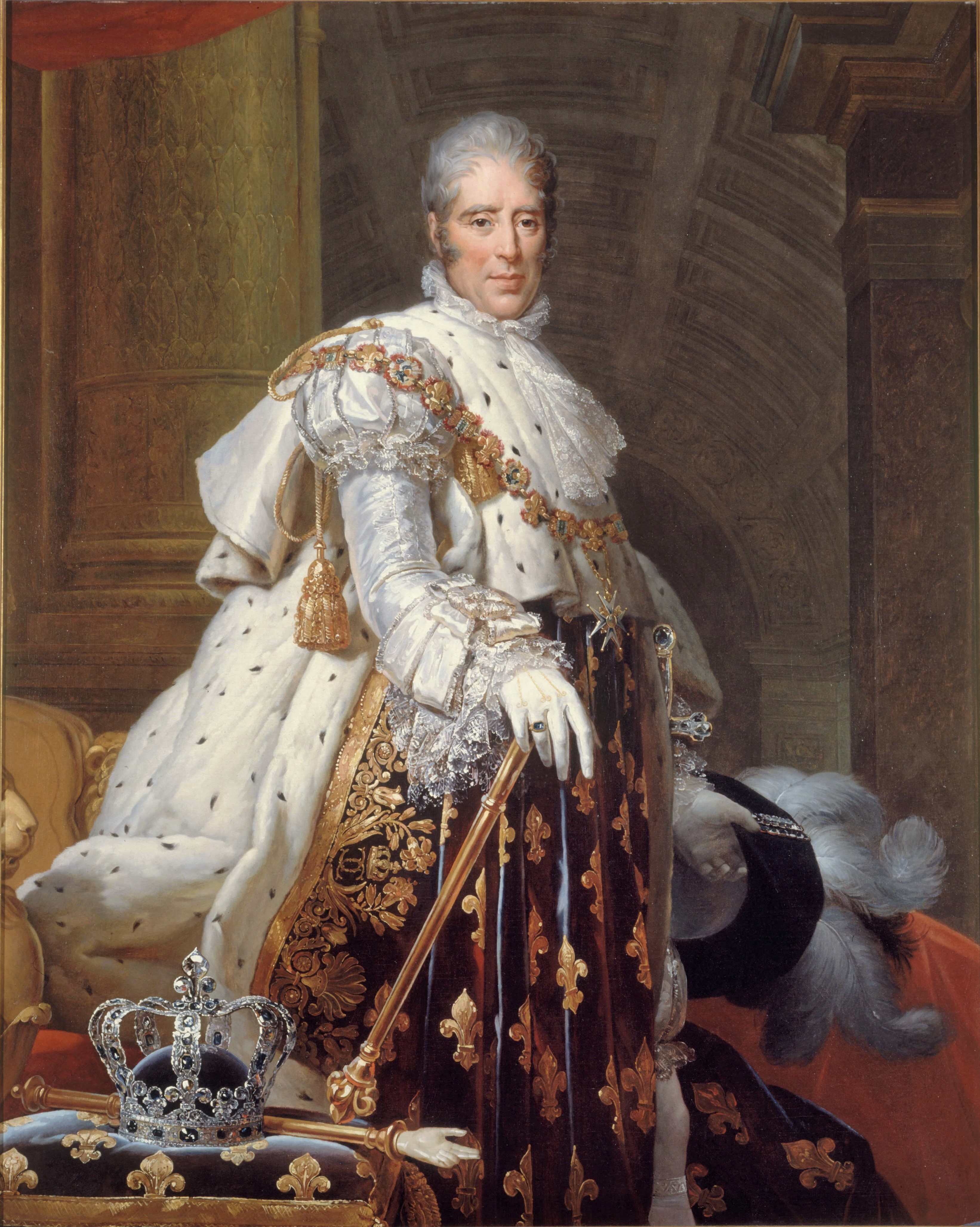
Carlo X

Con le elezioni del 1827 i liberali divennero maggioranza in Parlamento e Carlo X consente a nominare un primo ministro che stia a metà strada tra le posizioni ultrarealiste e quelle liberali. Chiama il visconte de Martignac a formare un ministero semi-liberale e semi-autoritario ma intanto l'opposizione liberale aumenta i suoi consensi nel paese.
Constatando il fallimento del suo tentativo di compromesso, Carlo X prepara nascostamente un cambiamento di rotta politica: durante l'estate del 1829, quando le Camere sono in vacanza, licenzia il visconte di Martignac sostituendolo con il principe di Polignac. Pubblicata nel Le Moniteur l'8 agosto, la notizia fa l'effetto di un'esplosione: il nuovo ministro evoca i peggiori ricordi della corte di Versailles – è il figlio dell'intima amica di Maria Antonietta, l'impopolare duchessa di Polignac – e dell'emigrazione dei nobili, quando egli fu compagno di Carlo X in Inghilterra. Al suo fianco, il conte de La Bourdonnaye, ministro dell'Interno, è un ultrarealista fanatico, che nel 1815 reclamava «supplizi, ferro, carnefici, morte, morte» per i complici di Napoleone, mentre il ministro della Guerra, il generale Bourmont, è un vecchio ribelle, poi passato a Napoleone prima di tradirlo pochi giorni prima della battaglia di Waterloo.
L'opposizione si esprime con indignato clamore: «Coblenza, Waterloo, 1815: ecco i tre principi e i tre personaggi del ministero. Da qualunque parte lo si giri, da ogni parte sgomenta e irrita. Spremete, torcete questo ministero, non vi gocciola che umiliazione, disgrazia e rabbia» Bertin, direttore del Journal des débats, pubblica un articolo divenuto celebre che si conclude con la formula: «Disgraziata Francia! Disgraziato re!», stigmatizzando «la corte con i suoi vecchi rancori, l'emigrazione con i suoi pregiudizi, il clero con il suo odio per la libertà».

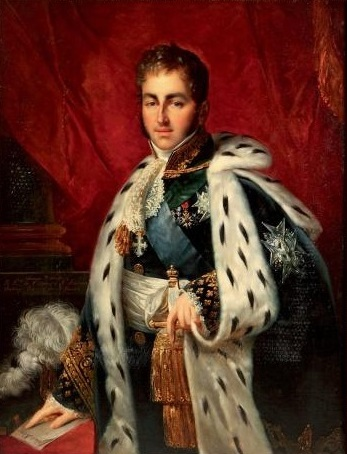
Il principe Jules de Polignac

In questa veemenza c'è una parte di messa in scena. Polignac, presentato come un fanatico bigotto maniaco del diritto divino dei re, è in realtà favorevole a una monarchia costituzionale ma ritiene che questa non sia compatibile con una libertà di stampa senza limiti e misura. Molti importanti ministri – Courvoisier alla Giustizia, Montbel alla Pubblica Istruzione, Chabrol de Crouzol alle Finanze, il barone d’Haussez alla Marina – sono piuttosto liberali. Quando La Bourdonnaye si dimette il 18 novembre perché Polignac accede, dall'incarico di ministro degli Esteri alla presidenza del Consiglio, è sostituito dal barone de Montbel, a sua volta sostituito all'Istruzione da un magistrato liberale come il conte de Guernon-Ranville.
Niente permette di affermare, come si è fatto, che Carlo X e Polignac abbiano voluto ristabilire la monarchia assoluta di prima del 1789. In realtà, sono due concezioni della monarchia costituzionale, ossia due interpretazioni della Costituzione del 1814, che si affrontano nel 1829-1830. Da una parte il re vuole attenersi a una interpretazione stretta della Carta: per lui, il re può nominare i ministri di sua scelta e deve rinviarli alle Camere solo nei due casi previsti, tradimento e concussione. Dall'altra parte, i liberali vorrebbero far evolvere il regime alla forma inglese, verso un parlamentarismo che la Costituzione non ha esplicitamente previsto: essi ritengono che il ministero deve avere la fiducia della maggioranza della camera dei deputati. Questo dibattito sarebbe stato risolto solo dalla rivoluzione di luglio.
Sia Carlo X che Polignac credevano nel potere assoluto del trono e della Chiesa.

### L'indirizzo dei 221
All'inizio del 1830 il clima politico in Francia è elettrico. Thiers, Carrel, Mignet e Sautelet inaugurarono, il 3 gennaio 1830, un nuovo quotidiano di opposizione, Le National: con Le Globe e Le Temps iniziò una dura campagna a favore di una monarchia parlamentare, evocando apertamente la gloriosa rivoluzione inglese del 1688, conclusasi con la deposizione di Giacomo II.
Il 2 marzo 1830, all'apertura della sessione parlamentare, Carlo X pronunciò il discorso della Corona, annunciando la spedizione coloniale ad Algeri e minacciando implicitamente l'opposizione di governare per decreti in caso di ostruzionismo.
Per tutta risposta il 16 marzo la Camera dei deputati votò il cosiddetto indirizzo dei 221, con il quale espresse la propria richiesta a Carlo X di sostituire il ministero del conservatore principe di Polignac con uno più affine alle nuove Camere e, soprattutto, di accettare una modifica della Carta verso un regime parlamentare.
Il 18 marzo l'indirizzo venne presentato al re: questi rispose, con alterigia e determinazione, che: «le mie risoluzioni sono immutabili». Il giorno dopo un'ordinanza aggiornava la sessione dei lavori parlamentari al 1º settembre. Diceva: «preferisco salire a cavallo» (quello dell'esilio) «che in carretta» (quella della ghigliottina).

### Una situazione sempre più esplosiva
La decisione di Carlo X suscitò una vera ebollizione: circolavano le più diverse dicerie. Si accusava il re e i suoi ministri di preparare un colpo di Stato, altri sostennero che Polignac, già ambasciatore a Londra e amico del primo ministro britannico, il duca di Wellington, pensava di richiedere, con l'appoggio inglese, l'aiuto delle potenze straniere nel caso in cui il re fosse indotto a sospendere o modificare la legge.
Nell'aprile del 1830 il conte de Montlosier pubblicò l'opuscolo Le Ministère et la Chambre des députés, nel quale sosteneva che, se i diritti reali sono incontestabili al riguardo della scelta dei ministri, è lecito tuttavia contestare la convenienza delle sue scelte. Egli suggerì che il partito clericale spingesse il re a legiferare per decreti allo scopo di imporre «elezioni gesuitiche» nel nome della sicurezza dello Stato e invocava, in quest'ipotesi, un dovere di disobbedienza, consacrato dal preambolo della Costituzione del 1793: «Se con qualche artifizio si ingannasse la religione e la volontà, non si obbedirà. La disobbedienza in tal caso salverebbe lo Stato e la monarchia».

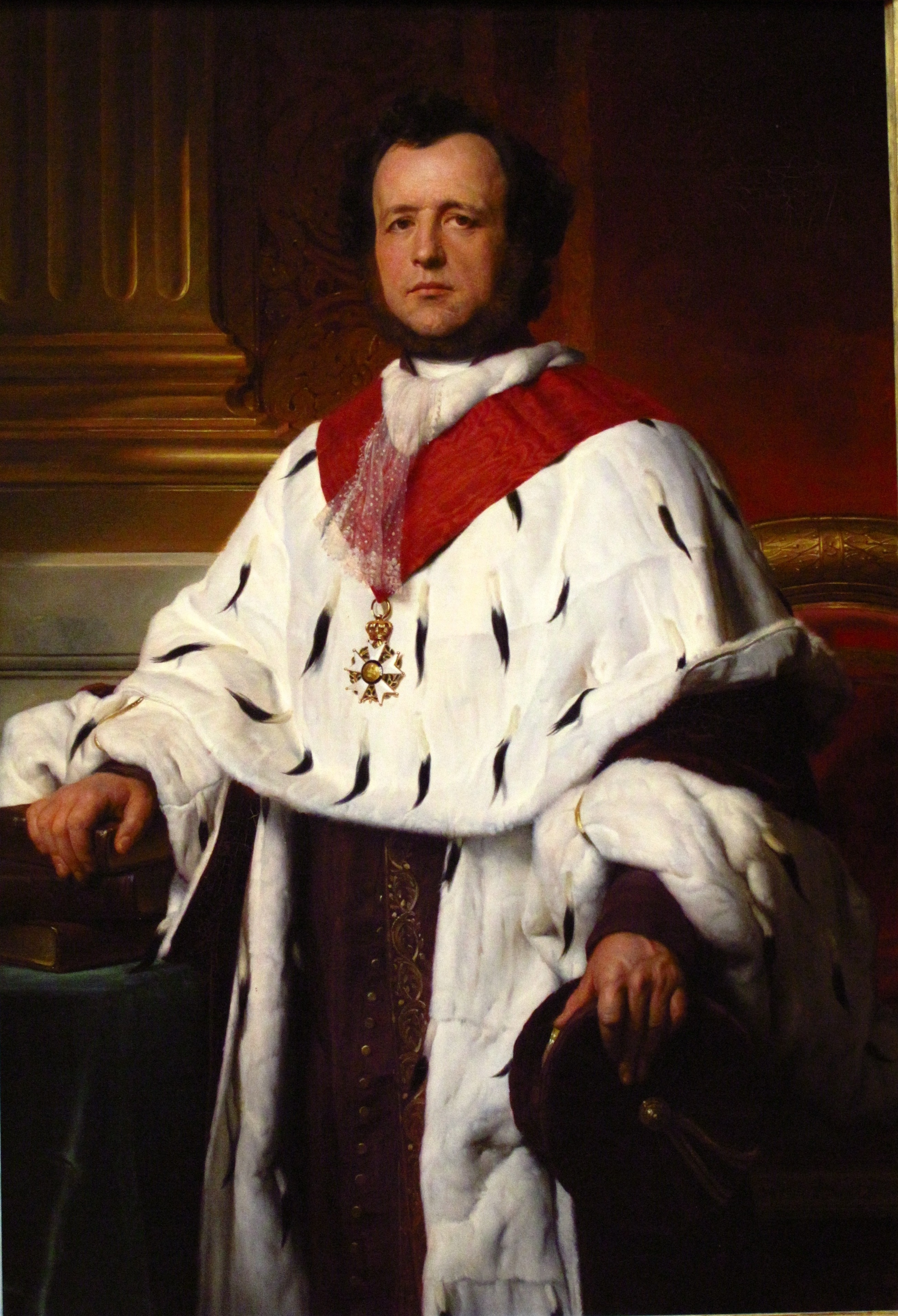
Il conte di Salvandy ritratto da Paul Delaroche

Al Palais-Royal Vatout, bibliotecario e intimo del duca d'Orléans, gli consigliò di utilizzare la situazione a proprio profitto. I familiari del duca – il generale Gérard, Thiers, Talleyrand e altri – erano ormai persuasi che il ramo maggiore dei Borbone fosse perduto, ma Luigi Filippo tergiversava. Nel mese di maggio ricevette a Parigi i suoi cognati, i reali di Napoli, Francesco I e Maria Isabella. In loro onore il 31 maggio venne data una festa sontuosa al Palais-Royal dove, fatto eccezionale, fece una breve visita anche Carlo X. I giardini del palazzo furono lasciati aperti al pubblico, che accorse numeroso, e il duca a più riprese si affacciò al balcone a farsi acclamare e ascoltare le grida contro il Polignac. La manifestazione degenerò, si dette fuoco alle sedie del giardino e ci fu un inizio di sommossa: il giovane conte di Salvandy, presente alla festa dove «le grida di rivolta si sposano alla musica delle contraddanze e dei valzer», secondo l'espressione del conte Apponyi, indirizzò al padrone di casa le parole famose: «Ecco, Signore, una festa tutta napoletana: noi danziamo sull'orlo di un vulcano!».
Il 16 maggio 1830, quando il corpo di spedizione fu pronto a partire alla conquista di Algeri, Carlo X sciolse la Camera dei deputati e convocò i collegi circoscrizionali per il 23 giugno e quelli dipartimentali per il 3 luglio. Nell'immediato la decisione del re provocò un rimescolamento degli incarichi di governo: Courvoisier e Chabrol de Crouzol, ostili al provvedimento reale, diedero le proprie dimissioni mentre Chantelauze venne nominato alla Giustizia e Montbel, passato alle Finanze, fu sostituito agli Interni da un noto reazionario, il conte di Peyronnet. Un prefetto specialista di elezioni, il barone Capelle, entrò nel gabinetto di governo, ufficialmente alla testa di un ministero dei Lavori Pubblici, che così fanno la loro apparizione nell'organigramma del governo.
Il 13 giugno Carlo X pubblicò sul Moniteur un appello ai francesi, accusando i deputati «di non aver compreso le sue intenzioni» e chiese agli elettori di «respingere le supposizioni indegne e le false lamentele di chi farebbe strame della pubblica fiducia e potrebbe spingere a gravi disordini» e concluse: «È il vostro re che lo domanda. È un padre che vi chiama. Adempite ai vostri doveri e io adempierò ai miei». La manovra fu rischiosa perché il re si espose in prima persona.
Le elezioni furono una grave sconfitta per il re, l'opposizione aumentò.

### La presa di Algeri

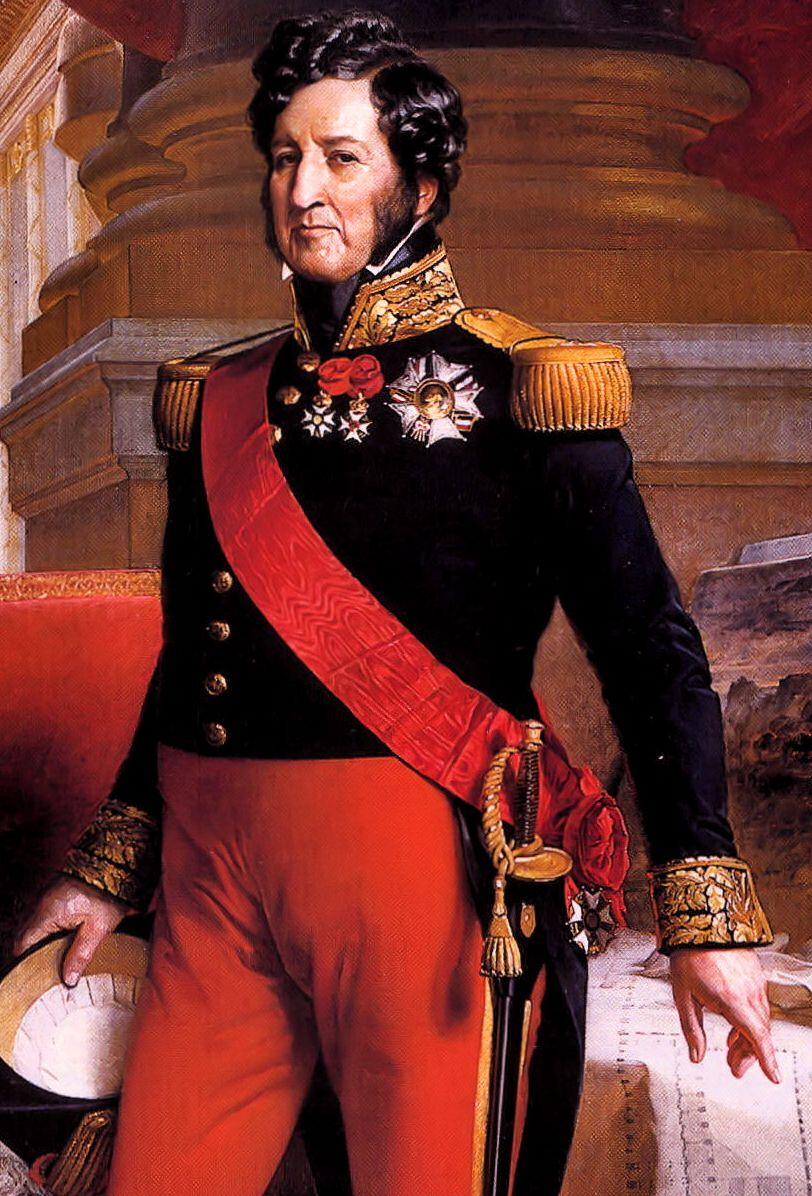
Il duca d’Orléans

Sin qui Carlo X aveva seguito il percorso costituzionale indicato dal fratello e predecessore Luigi XVIII, ma nulla era disposto nel caso in cui le elezioni non avessero sanato il contrasto per cui dare applicazione all'articolo 50. Ne seguiva, giurisprudenzialmente e logicamente, la necessità di dichiarare un vincitore e chiudere il contrasto.
Tuttavia questa non era l'opinione del re, il quale era dominato da ben altri pensieri: lui stesso fratello minore di Luigi XVI, il re ghigliottinato, ricordava bene come quest'ultimo avesse perso il trono proprio a causa di un eccesso di accomodamento nei confronti di una maggioranza recalcitrante. Nella sua ostinata determinazione la corte era sostenuta dai contemporanei successi di politica estera: il 9 luglio giunse a Parigi la notizia del grande successo militare della conquista di Algeri, liberata appena il 5 luglio: venne comandato il Te Deum in tutte le chiese di Francia. Il successo, unito alle rassicurazioni offerte dal prefetto di polizia che «Parigi non si muoverà», confortarono il sovrano e i suoi ministri a forzare l'impasse politica interna.
Di fronte a un simile rafforzamento della posizione della corte e del governo i deputati liberali più vicini al duca d'Orléans proposero di sostenere il ministero, insieme a un inasprimento alla legge elettorale e alle leggi sulla stampa, chiedendo in compenso l'ingresso al governo di tre ministri liberali. Nemmeno fra i deputati più a sinistra si prendeva in considerazione il ricorso alla piazza: i deputati liberali, in gran parte espressione dell'aristocrazia e dell'alta borghesia, tenevano ai privilegi offerti loro dalla vigente legge elettorale censuaria e non erano affatto democratici. Essi temevano un'insurrezione popolare quanto e forse più della corte, non avendo i mezzi per gestirla. A cosa corrispondessero le intenzioni dei più esagitati di loro si vide il 10 luglio, allorché una quarantina di deputati e di pari di Francia, riuniti presso il duca de Broglie, promisero di rifiutare il voto sul bilancio, ovvero la massima minaccia concepita da uno dei teorici estremi del liberalismo, il Constant.

### Il detonatore: le ordinanze di Saint-Cloud
La corte e il governo non raccolsero in ogni caso: è su questa base che è possibile valutare decisamente estremista la posizione del Polignac, nonché decisamente improprie le preoccupazioni di Carlo X riguardo ai paragoni con Luigi XVI e la carretta della ghigliottina: la lezione della grande rivoluzione condizionava ancora non solo gli ultra, ma anche i liberali. I desideri dei quali eran decisamente lontani dal ritorno al "terrore" o alla dittatura militare di Napoleone Bonaparte.
Proprio a partire dal 10 luglio il sovrano e i suoi ministri presero a predisporre, nel più grande segreto, la prossima mossa: stabilirono di potersi servire di un ultimo appiglio costituzionale: l'Art. 14 della Carta, che attribuiva al sovrano il potere di fare «i regolamenti e le ordinanza necessarie per... la sicurezza dello Stato». Il 25 luglio 1830 Carlo X riunì il ministero nella propria residenza estiva al castello di Saint-Cloud, nell'immediata periferia occidentale di Parigi, e registrò la loro firma a sei ordinanze, dette ordinanze di Saint-Cloud:
1. La prima imponeva l'autorizzazione preventiva necessaria per tutte le pubblicazioni: in pratica la soppressione della libertà di stampa.
2. La seconda disponeva la dissoluzione della Camera dei deputati: per la seconda volta in settanta giorni, senza che la nuova assemblea, appena eletta, si fosse riunita una sola volta.
3. La terza introduceva una modificazione della legge elettorale: da sempre censuaria, ai fini del calcolo delle soglie di ammissione, venivano da ora considerati i soli redditi fondiari (con esclusioni di quelli derivanti dai commerci, dalla finanza e in generale dalle professioni liberali). Per soprammercato l'ammissione non sarebbe stata automatica, ma anzi i prefetti avrebbero stilato una lista degli elettori solo cinque giorni prima delle elezioni, rendendo impossibile ogni ricorso. Veniva infine reintrodotto un sistema di elezione a due livelli, simile a quello della Legge del doppio voto del 1820.
4. La quarta stabiliva la data delle nuove elezioni: 6 e 13 settembre.
5. La quinta e la sesta nominavano a consiglieri di Stato dei noti esponenti di parte ultra.

I provvedimenti non erano quindi tanto lesivi della lettera della Carta, quanto della prassi, saggiamente instaurata da Luigi XVIII e, sino al 1829, saggiamente seguita anche da Carlo X, suo successore.
Per giunta le ordinanze risultavano gravemente lesive degli interessi di due solide componenti della società francese: anzitutto la maggioranza della Camera, che si vedeva certamente preclusa da una successiva vittoria elettorale. Poscia la stampa di opposizione, che si sapeva destinata a subita chiusura. Non stupisce quindi che siano stati proprio gli operai tipografici a reagire per primi, avviando la sollevazione.

## Cronologia

### 26 luglio: fermenta la rivolta
Le sei ordinanze furono sottoscritte domenica 25 luglio. Quel giorno, alle 11 di sera, il guardasigilli Chantelauze fece consegnare il testo al redattore capo del Moniteur, il foglio ufficiale, comandandone la stampa quella notte, in vista della pubblicazione per l'indomani, lunedì 26 luglio 1830.
Il lunedì del 26 luglio la pubblicazione delle ordinanze immerse il Paese in un vero e proprio stato di stupore. L'atto di forza era atteso, ma non si pensava che fosse portato prima della riunione delle Camere, prevista per il 3 agosto. L'effetto della sorpresa fu dunque totale e la maggior parte degli oppositori non era ancora rientrata a Parigi.

Nel primo pomeriggio i proprietari del Constitutionnel organizzano una riunione dal loro legale, André Dupin, deputato liberale e avvocato di Luigi Filippo, duca d'Orléans. Vi assistettero anche altri giornalisti, come Charles de Rémusat e Pierre Leroux del Globe, e avvocati come Odilon Barrot e Joseph Mérilhou. Dupin spiegò che le ordinanze erano in contrasto con la Costituzione, ma alla proposta di Rémusat di presentare una protesta obiettò che la riunione si tenne in uno studio legale e non avrebbe dovuto assumere un aspetto politico. Rémusat e Leroux si recarono allora negli uffici del National, dove era in corso una riunione con Thiers, Mignet e Carrel. Il giornale pubblicò un'edizione straordinaria invitando alla resistenza attraverso il mezzo dello sciopero delle imposte. Thiers e Rémusat proposero di organizzare una protesta solenne, subito redatta, firmata da quarantaquattro giornalisti e pubblicata il mattino dopo dai giornali Le National, Le Globe e Le Temps: 
Nello stesso momento i deputati liberali presenti a Parigi cercarono di organizzarsi, ma ancora in maniera timida perché temevano la reazione del governo: Alexandre de Laborde e Louis Bérard furono più attivi. Una prima riunione si tenne da Casimir Perier nel pomeriggio del 26, alla quale parteciparono Bérard, Bertin de Vaux, Laborde, Saint-Aignan, Sébastiani e Taillepied de Bondy. Bérard propose una protesta collettiva, ma i suoi colleghi rifiutarono. Con decisione, accompagnato da Laborde, egli allora andò negli uffici del National e sì unì alla protesta di Thiers.
Quella sera una quindicina di deputati si riunirono da Laborde, fra i quali Bavoux, Bérard, Lefebvre, Mauguin, Perier, Persil e Schonen. Bérard propose nuovamente una protesta collettiva, ma i deputati presenti rifiutarono, facendo notare che erano troppo pochi. Ci si limitò a decidere di ritrovarsi il giorno dopo da Casimir Perier che, per quanto visibilmente imbarazzato, non osò rifiutare la sua casa.
Nello stesso momento cominciarono a formarsi assembramenti al Palais-Royal, a place du Carrousel e a place Vendôme, sotto la spinta dell'Associazione di gennaio. Si gridò: «Vive la Charte! À bas les ministres! À bas Polignac!». I manifestanti riconobbero la carrozza di Polignac che, col barone d'Haussez, rientrava al ministero degli Esteri. Si lanciarono pietre e dei vetri si ruppero fra le imprecazioni del barone, ma la carrozza riuscì a entrate nel ministero, i cui portoni furono subito chiusi.

### 27 luglio: dalla sommossa all'insurrezione
Il 27 luglio, ignorando le ordinanze, Le National, Le Temps, Le Globe e Le Journal du commerce pubblicarono senza autorizzazione la protesta dei giornalisti: il prefetto di polizia, Claude Mangin, ordinò il sequestro dei quattro quotidiani e vennero spiccati i mandati di arresto per i firmatari della protesta; si verificarono anche tafferugli fra la polizia e gli operai delle tipografie, i quali temevano di perdere il lavoro e avrebbero poi formato lo zoccolo duro dell'insurrezione.
Diverse sono le interpretazioni dell'insurrezione: per la storiografia di matrice socialista e comunista, sulla linea di Ernest Labrousse, gli insorti erano gli emarginati e le vittime della crisi economica. Secondo Jean Tulard, che cita gli archivi della prefettura di polizia, si trattava «degli operai stagionali, senza un passato politico né tradizioni rivoluzionarie [....] una massa facilmente trascinata dagli studenti e dagli agitatori politici».

Resterebbe dunque da stabilire chi fossero questi agitatori, attorno ai quali la massa poté raggrupparsi. Una traccia viene dal David Pinkney, il quale parla di artigiani, commercianti e impiegati, molti dei quali avevano fatto parte della disciolta Guardia nazionale, soppressa nel 1827, che avevano conservato le armi. La medesima interpretazione di un testimone di eccezione, lo Chateaubriand, il quale narrando dello scioglimento avvenuto a seguito di una grande rassegna davanti a Carlo X al Campo di Marte nell'aprile 1827, nel corso della quale il sovrano era stato bene accolto, al contrario della duchessa di Berry, della delfina e del Villèle (ciò che spinse quest'ultimo a suggerire a Carlo X di licenziare la guardia nazionale), aggiunge una inequivocabile considerazione: 

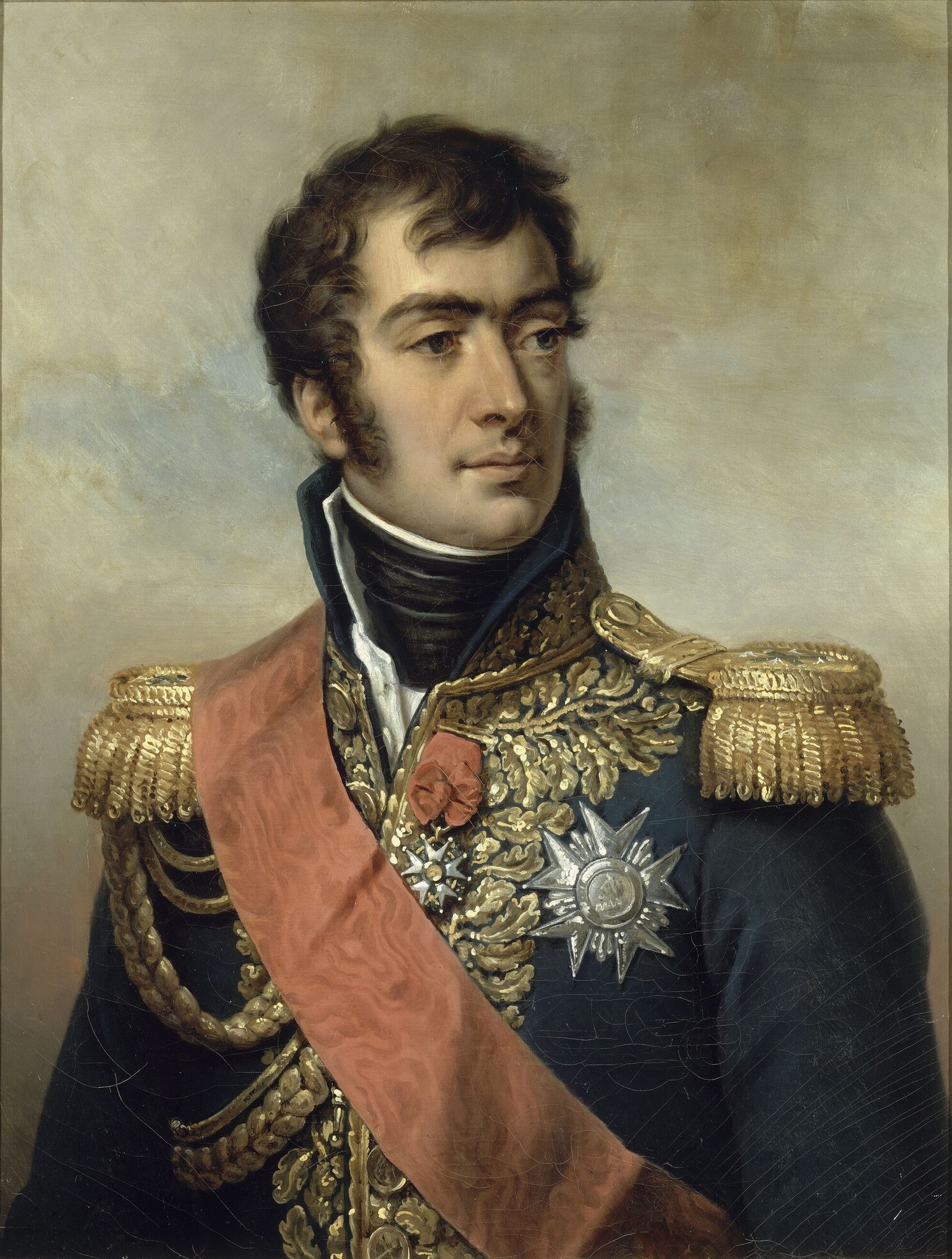
Il maresciallo Marmont, duca di Ragusa

Da almeno un anno attivisti repubblicani e bonapartisti avevano preparato il terreno. Anche se pochi, i repubblicani erano tuttavia attivi e determinati: Godefroi Cavaignac, Joseph Guinard, Armand Marrast, Louis-Adolphe Morhéry, François Vincent Raspail, Ulysse Trélat, Ferdinand Flocon e Auguste Blanqui. I bonapartisti, generalmente vecchi soldati dell'Primo Impero, erano più numerosi ma, più discretamente, agivano all'interno di società segrete, sotto l'egida della Carboneria.
Nel pomeriggio una trentina di deputati liberali si riunirono da Casimir Perier sotto la presidenza del decano dei deputati, Labbey de Pompières, appartenente all'estrema sinistra, che si rese celebre nel 1829 chiedendo la messa in stato di accusa del ministro Villèle. I più erano inquieti, temendo di non avere il diritto legale di riunirsi. Bérard, che trovò Casimir Perier «notevole per l'aria d'imbarazzo e di tensione molto pronunciata», propose ancora una volta di redigere una protesta. Villemain suggerì invece una semplice lettera al re e Dupin delle proteste individuali. Dopo nuove esitazioni Guizot si offrì di preparare un progetto che avrebbe presentato il giorno dopo. Dopo quattro ore di discussioni i deputati si separarono senza avere alcun desiderio di creare l'irreparabile con il re, sperando in un ritiro delle ordinanze e di qualche cambiamento nella composizione del governo.
Intanto primi gruppi di rivoluzionari avevano cominciato a scontrarsi con la polizia la gendarmeria intorno al Palais-Royal. Innalzarono barricate studenti e operai dell'Associazione patriottica di Morhéry. La folla era esasperata per l'annuncio della nomina del maresciallo Marmont a comandante della 1ª divisione militare di Parigi. Come Bourmont, agli occhi del popolo Marmont rappresentava l'archetipo del traditore. Quella sera i soldati cominciarono a sparare e si contavano i primi morti: da questo momento cominciava la rivoluzione.
La repressione cominciò l'azione menomata dal ritardo con cui il prefetto di polizia e le autorità militari vennero informati della pubblicazione e dall'assenza dalla capitale del ministro della guerra, maresciallo Bourmont, a capo della spedizione: solo a cose fatte il ministero assunse le necessarie severe misure di resistenza.

### 28 luglio: la rivoluzione

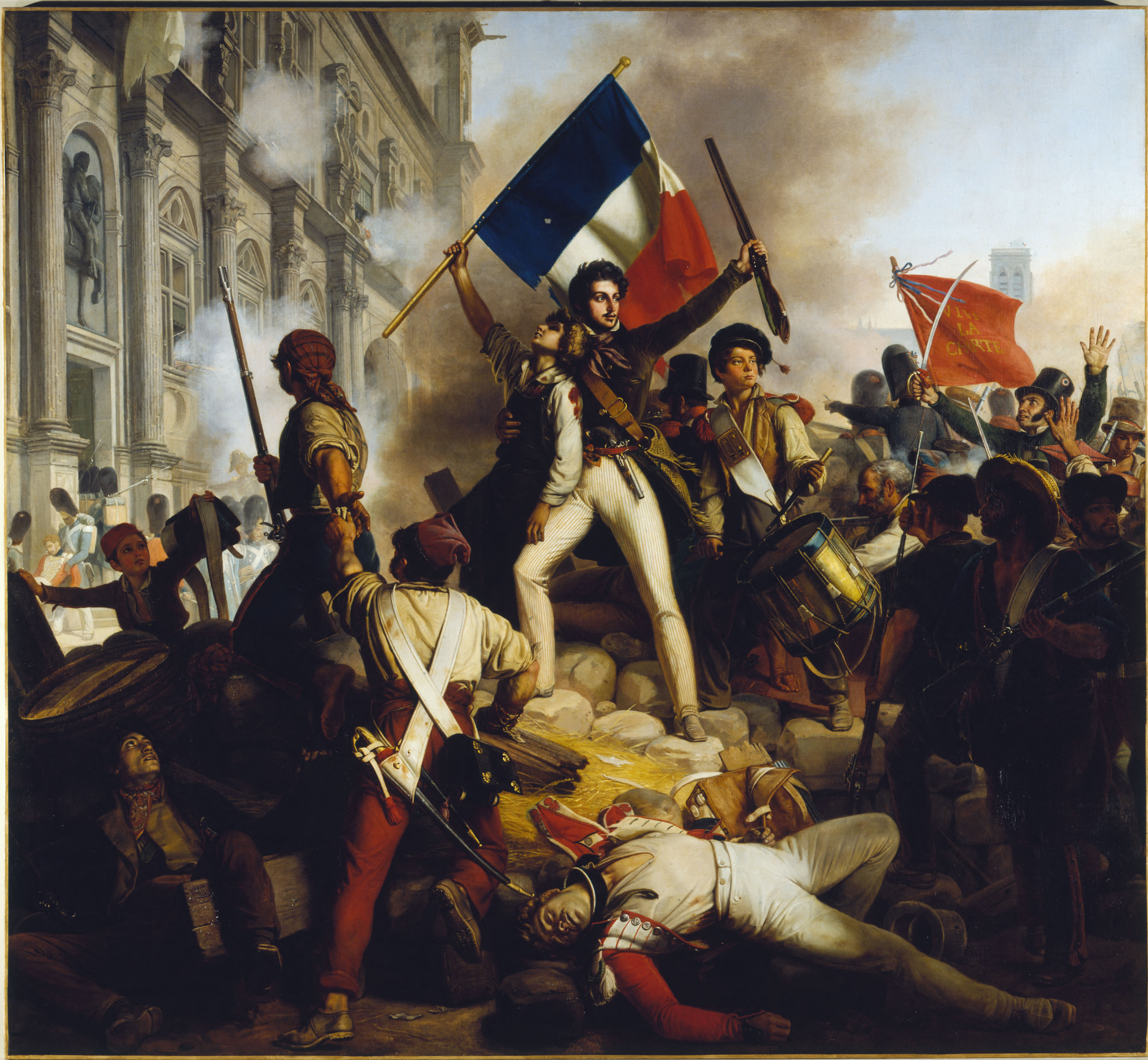
Il combattimento davanti all'Hôtel de Ville, di Jean-Victor Schnetz

Il mattino del 28 luglio il centro e la zona orientale della capitale erano irte di barricate e gli insorti svuotarono le armerie al canto della Marsigliese; alle undici i ministri, con Polignac in testa, si rifugiarono nelle Tuileries da Marmont, che giudicava molto seria la situazione e pertanto mandò al re un messaggio rimasto famoso: «Non è più una sommossa, è una rivoluzione. È urgente che Vostra Maestà decida misure di pacificazione. L'onore della Corona può ancora essere salvato. Forse domani sarà troppo tardi».
Carlo X non rispose, ma la sera Polignac informò Marmont che Carlo X aveva firmato l'ordinanza di stato d'assedio: Marmont aveva così i pieni poteri per schiacciare la rivoluzione, ma disponeva di soli 10 000 soldati, che giudicò insufficienti (la capitale essendo stata sguarnita per costituire il corpo di spedizione coloniale) per mandare truppe in Normandia, dove imperversano incendi dolosi, e per controllare la frontiera belga, dove si temono disordini.
Durante la giornata i soldati erano sotto una pioggia di proiettili provenienti dalle stradine barricate del centro storico di Parigi. Gli insorti avevano conquistato l'Hôtel de Ville, sul cui tetto sventolava il tricolore, con intensa emozione della popolazione. L'edificio, di alto valore simbolico, venne perduto e ripreso più volte. Talleyrand si trovava nella sua casa di Saint-Florentin, all'angolo di place de la Concorde. Alle 5 del pomeriggio il suo segretario Colmache gli annunciò che i rintocchi di campana che si sentivano in lontananza significava che la popolazione aveva preso l'Hôtel de Ville: «Ancora qualche minuto» – disse il principe di Benevento – «e Carlo X non sarà più re di Francia».
Intanto i deputati liberali continuavano a cercare una soluzione di compromesso. Il generale Gérard, deputato dell'Aisne e intimo del duca d'Orléans, mandò discretamente il dottor Thiébaut dal barone de Vitrolles per chiedergli di fare dei passi presso il re allo scopo di ottenere il ritiro delle ordinanze. Vitrolles nel pomeriggio si recò a Saint-Cloud, dove ebbe un colloquio di due ore con il re che rifiutò ogni concessione. I deputati si riunirono da Pierre-François Audry de Puyraveau, dove erano presenti per la prima volta Laffitte e La Fayette, appena giunti nella capitale. Decisero di designare una commissione di cinque membri – Laffitte, Delessert, Perier e i generali Gérard e Mouton – incaricata di negoziare con Marmont per ottenere un cessate il fuoco e fecero propria la protesta presentata da Guizot, che addossava al solo governo, accusato di «aver ingannato il re», la responsabilità delle ordinanze, lasciando così aperta la possibilità di una soluzione della crisi con le dimissioni del governo e il ritiro delle ordinanze. La delegazione dei deputati è ricevuta da Marmont: il maresciallo, invocando gli ordini del re, esigette la fine dell'insurrezione mentre i deputati reclamavano il ritiro delle ordinanze e il licenziamento del governo. La discussione ha presto termine perché Polignac rifiutò di ricevere i deputati. Marmont mandò un messaggio a Carlo X: «È urgente che Vostra Maestà approfitti senza indugio delle aperture fatte», mentre contemporaneamente Polignac mandava un emissario chiedendo al re di non cedere. La risposta del re a Marmont è di «tener fermo» e concentrare le truppe tra il Louvre e gli Champs-Élysées.
Nello stesso momento i deputati si riunirono nuovamente da Louis Bérard e rifiutarono di firmare la protesta redatta da Guizot, preferendo lasciar pubblicare il testo stampato che avrebbero potuto non avallare a seconda dell'evolversi della situazione. Il governo spiccò mandato di cattura contro La Fayette, Gérard, Mauguin, Audry de Puyraveau, Salverte e André Marchais, segretario della società Aiutati, il cielo t'aiuterà. Thiers si nascose vicino a Pontoise, mentre Rémusat trovò rifugio dal duca de Broglie.
Jacques Laffitte, appena rientrato dalla sua casa di Breteuil, si mise in contatto col duca d'Orléans con un messaggio col quale prometteva di lavorare in suo favore, raccomandandogli di non compromettersi con nessuna delle parti in lotta. Nella notte fra il 27 e il 28 luglio il duca venne avvertito che un battaglione della Guardia reale aveva ricevuto l'ordine di circondare il suo castello di Neuilly «al minimo movimento che possa far supporre la sua intenzione di unirsi all'insurrezione» e Luigi Filippo passò quindi la notte in un casolare al fianco del piccolo castello di Villiers.

### 29 luglio: la vittoria dell'insurrezione

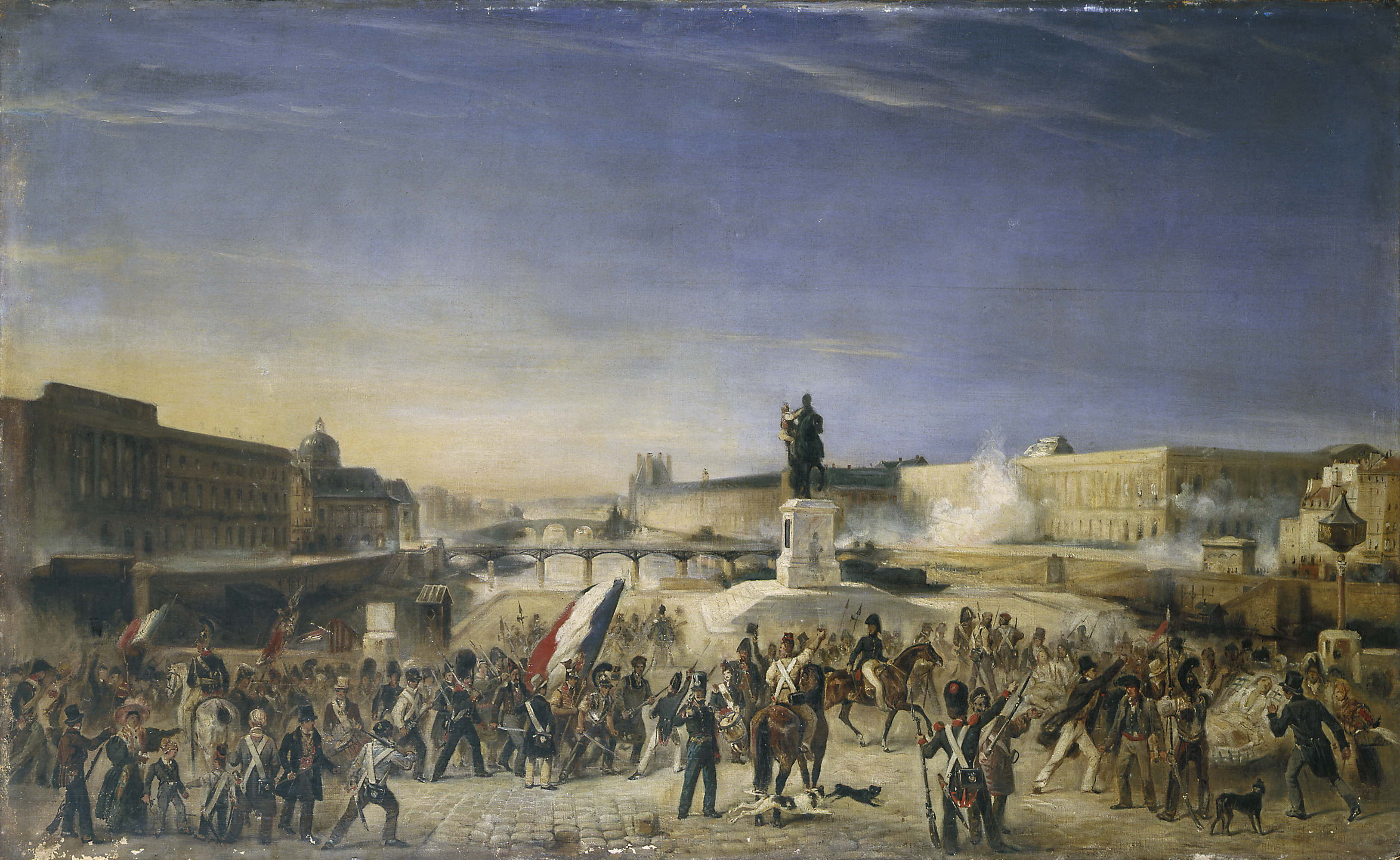
L'attacco al Louvre del 29 luglio 1830

Nella notte del 28-29 luglio si innalzarono nuove barricate; nella mattina il 5º e il 53º Reggimento che tenevano place Vendôme passarono agli insorti. Per colmare il vuoto prodottosi nelle sue file Marmont dovette sguarnire il Louvre e le Tuileries che, subito attaccati, caddero nelle mani degli insorti, mentre le truppe reali ripiegavano in disordine fino all'Étoile. La sera l'insurrezione è padrona di Parigi e i resti dell'esercito di Marmont si concentravano al Bois de Boulogne a protezione della residenza reale di Saint-Cloud.
All'alba del 30 luglio due Pari di Francia, il marchese de Sémonville e il conte d’Argout, si recarono alle Tuileries chiedendo le dimissioni di Polignac e il ritiro delle ordinanze: alla fine del tempestoso colloquio tutti e tre si precipitarono dal re, proprio mentre questi apprese la notizia della sconfitta di Marmont. Quella stessa mattina il deputato generale Gérard chiese non solo il ritiro delle ordinanze e il licenziamento di Polignac, ma l'affidamento al duca de Mortemart di un nuovo governo del quale facessero parte lo stesso Gérard e Perier. Carlo X, privo ormai di ogni altra risorsa, accettò quelle condizioni.
Mentre Laffitte sollecitava il duca d'Orléans a prendere posizione, La Fayette si disse disponibile ad assumere il comando della ricostituente Guardia nazionale. Contro l'opinione dei repubblicani che, con Audry de Puyraveau, avrebbero voluto la costituzione di un governo provvisorio Guizot, appoggiato da Bertin de Vaux e Méchin, propose di formare una commissione municipale provvisoria incaricata di amministrare la capitale; la proposta fu accettata, ma Laffitte – che non volle essere emarginato in ruoli municipali – e Gérard – che prese il comando delle truppe parigine – evitarono di parteciparvi, sicché la commissione, installata all'Hôtel de Ville, venne costituita da Casimir Perier, Mouton de Lobau, Audry de Puyraveau, Mauguin e Auguste de Schonen. Venne inoltre deciso di premere per un governo capeggiato dal duca di Mortemart senza mettere in discussione Carlo X, ma da Saint-Cloud non giunsero notizie. Giunta notte, mentre la capitale restava nelle mani dei rivoluzionari, le possibilità di compromesso sembravano sempre più lontane e il trono di Carlo X appariva condannato.

### 30 e 31 luglio: la borghesia prende il potere

#### 30 luglio: l'eliminazione di Carlo X e della scelta repubblicana

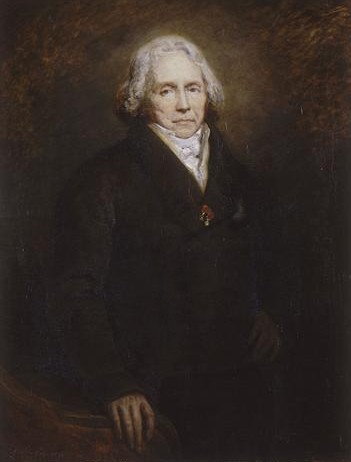
Talleyrand ritratto da Ary Scheffer, 1828

Il 30 luglio deputati e giornalisti entrarono in scena per utilizzare la rivoluzione popolare a profitto della borghesia. Venne scartata la soluzione istituzionale repubblicana per timore che questa innescasse processi incontrollabili per gli interessi delle forze moderate: la soluzione di una monarchia orléanista fu pertanto giudicata la migliore per fare lo sgambetto ai repubblicani, che non furono capaci di darsi un'organizzazione.

L'offensiva venne lanciata all'alba di venerdì 30 luglio da Laffitte e Thiers, rientrato il giorno prima a Parigi, con la benevolente complicità di Talleyrand che da qualche tempo puntava sul duca d'Orléans per salvare la monarchia. Da lui Laffitte ricevette i tre redattori de Le National: Thiers, Mignet e Carrel. Non temette la minaccia bonapartista, perché il duca di Reichstadt era in Austria e la quasi totalità dei vecchi dignitari dell'Impero si erano sistemati con la monarchia, ma temeva una reggenza a nome del piccolo nipote di Carlo X, il duca di Bordeaux, sotto il nome di Enrico V. Occorreva pertanto agire in fretta e Thiers e Mignet scrissero sul National un appello: 
Ora si trattava solo di neutralizzare l'iniziativa di Mortemart, che portava dal castello di Saint-Cloud la revoca delle ordinanze del 25 luglio e il licenziamento di Polignac: andato all'Hôtel de Ville, venne affrontato da Bérard e dal generale Mathieu Dumas che gli comunicarono la novità della candidatura del duca d'Orléans. Al duca de Mortemart, che gli mostrava le ordinanze di revoca, Bérard rispose freddamente: «Carlo X ha cessato di regnare».
Nel Palazzo Borbone, la sede del Parlamento, i deputati consideravano irricevibili le ordinanze considerando Carlo X decaduto e designarono una commissione di cinque membri per discutere con i pari, formata da Augustin Perier, Horace Sébastiani, François Guizot, Benjamin Delessert e Jean-Guillaume Hyde de Neuville, i quali si recarono al palazzo del Luxembourg spiegando al duca di Mortemart che Carlo X aveva cessato di regnare e che il duca d'Orléans era l'unico riparo dalla repubblica; Mortemart ammise che, a suo giudizio, la soluzione indicata era la meno peggiore e anche gli altri pari presenti erano concordi.

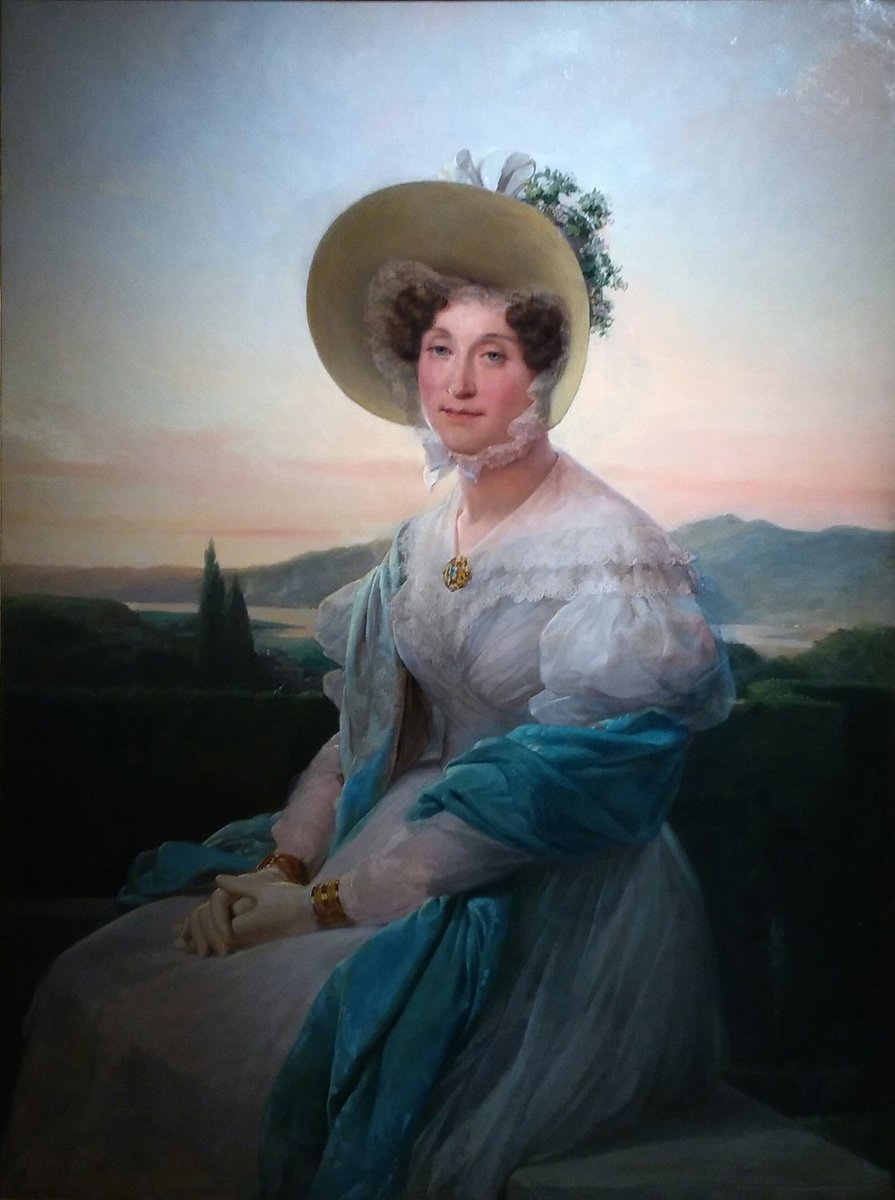
Adélaïde d’Orléans, sorella di Luigi Filippo

Adesso non restava che convincere Luigi Filippo che fosse venuto il tempo di decidersi, ma il duca d'Orleans temette di entrare a Parigi troppo presto, pensando che Carlo X non fosse ancora fuori gioco. Giudicando prudente aspettare ancora, Luigi Filippo lasciò Neuilly per il suo castello di Raincy, a Levallois.
A mezzogiorno i deputati si riunirono ancora a Palazzo Borbone: tranne uno, devoto a Carlo X, e pochi favorevoli alla repubblica, tutti gli altri erano per Luigi Filippo; l'unico problema per loro era se considerarlo luogotenente generale del regno o re a tutti gli effetti. Venne scelta la proposizione redatta da Benjamin Constant nella quale si «prega S. A. R. M. il duca d'Orléans di venire nella capitale per esercitarvi le funzioni di luogotenente generale del regno» esprimendogli «il voto di conservare i colori nazionali».
Thiers, con lettere esplicative di Laffitte e Sébastiani, accompagnato dal pittore Ary Scheffer, amico della famiglia d'Orléans, li piantò in asso partendo con buoni cavalli prestatigli dal principe di Moscova, Napoléon Joseph Ney, genero di Laffitte: arrivato a Neuilly, la moglie del duca, Maria Amalia di Borbone-Due Sicilie, gli spiegò che il marito non poteva accettare il trono finché Carlo X si trovasse ancora a Saint-Cloud, mentre la sorella del duca, Adélaïde d'Orléans, sottolineò come occorreva evitare di «dare alla rivoluzione il carattere di una congiura di palazzo» e di provocare l'intervento della potenze straniere: «Se voi credete chi l'adesione della nostra famiglia possa essere utile alla rivoluzione, noi la diamo ben volentieri» e si dichiarò pronta a recarsi a Parigi per accettare la luogotenenza a nome del fratello «in mezzo al popolo delle barricate».
In quel giorno a Neuilly è un via vai di personaggi che sollecitavano, attraverso i famigliari, Luigi Filippo a porsi come candidato al trono: a tutti questi la moglie rispose che il marito «non vuole diventare un usurpatore» né si pensi che la rivoluzione sia stata fatta «per mettere il duca d'Orléans sul trono» anziché «per difendere le libertà nazionali» e intanto mandava messaggi al marito chiedendogli di tornare urgentemente a Neuilly. Luigi Filippo giunse a Neuilly la sera: nel boschetto del parco, al lume delle torce, ascoltò la lettura della risoluzione dei deputati che gli chiesero di assumere la luogotenenza del regno – non si specifica a nome di chi – che egli accettò.

#### 31 luglio: l'entrata in scena di Luigi Filippo

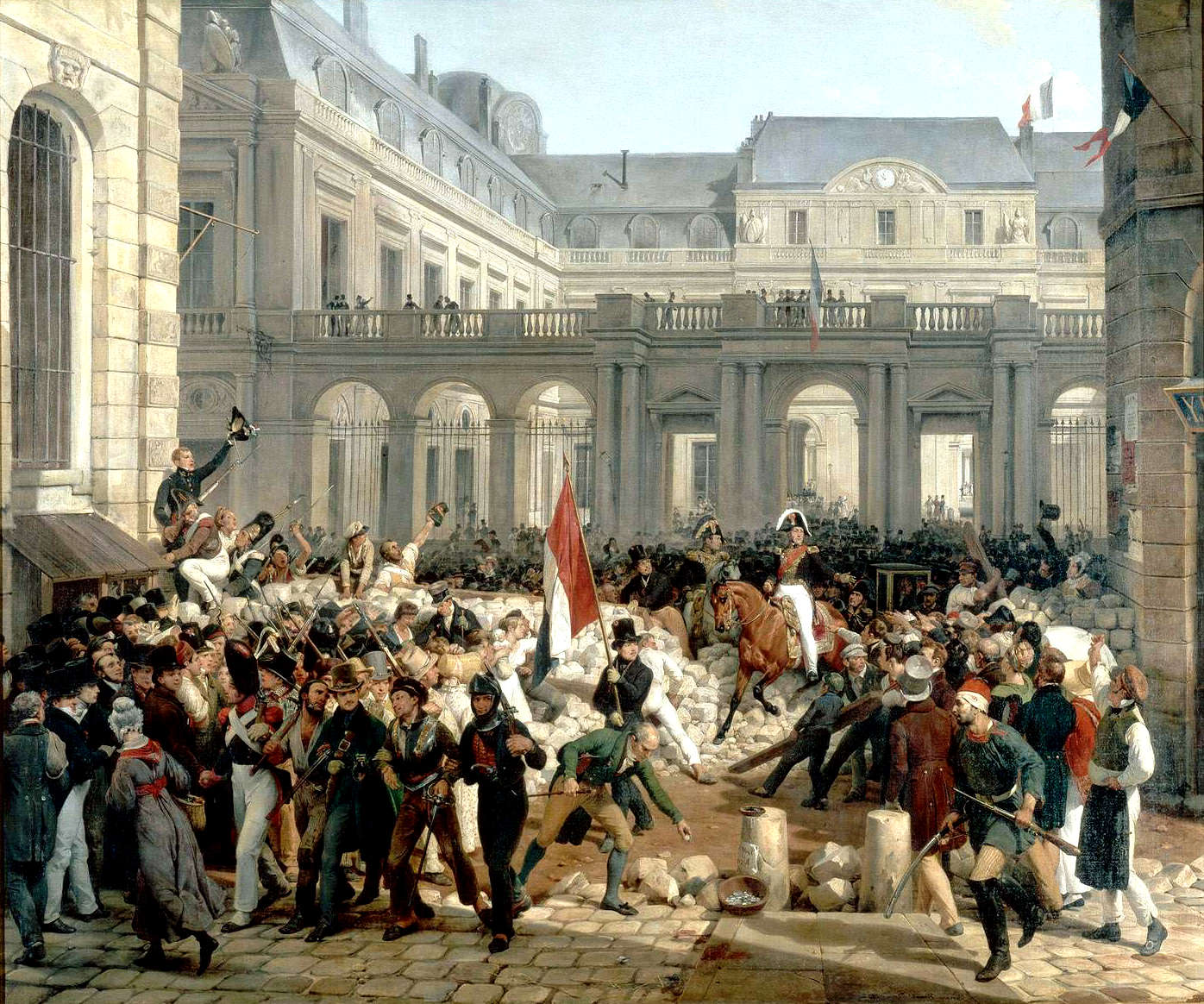
Luigi Filippo lascia il Palais-Royal per l'Hôtel de Ville il 31 luglio 1830, Horace Vernet 1832

Vestito con una redingote grigia ornata di una coccarda tricolore e accompagnato dal barone de Berthois, da Oudard e dal colonnello Heymes, Luigi Filippo lasciò Neuilly alle dieci di sera, diretto al Palais-Royal. Durante il cammino rese visita a Talleyrand, assicurandosi il suo appoggio. A mezzanotte giunse al Palais-Royal, dove passò la notte.
Alle quattro del mattino Mortemart arrivò da Luigi Filippo, che dormiva su un materasso gettato a terra, in una piccola stanza dove fa un caldo soffocante. Il duca d'Orléans si alzò, senza camicia né parrucca, tutto sudato e tenne un lungo discorso a Mortemart per convincerlo della sua fedeltà al re: «Se vedrete il re, ditegli che sono stato condotto a Parigi a forza [...] che mi farò fare a pezzi piuttosto che lasciarmi posare la corona in testa», informandolo che i deputati l'avevano nominato luogotenente generale per ostacolare la formazione della repubblica, gli chiese se egli era disponibile a riconoscere questa nomina. Alla sua risposta negativa il duca gli consegnò una lettera per il re, dove confermava la sua lealtà e dichiarò che se fosse stato costretto a esercitare il potere, sarebbe solo pro tempore e nell'interesse della casata.
Qualche ora dopo Luigi Filippo apprese che Carlo X, cedendo al panico e alla sfiducia, aveva lasciato la reggia di Saint-Cloud per il Trianon: fece subito richiamare Mortemart e si fa riconsegnare la lettera con il pretesto di portarvi delle correzioni. Ormai il dado era tratto, il trono era vacante e basta sedervisi, quindi alle nove del mattino Luigi Filippo, ricevendo la delegazione dei deputati, dichiarò di non poter subito accettare la luogotenenza in ragione dei suoi legami di famiglia con Carlo X che gli imponevano doveri personali e perché intendeva anche chiedere consigli «a persone nelle quali ripongo fiducia e che non sono ancora qui». Quella che apparve una sua manovra, riuscì perfettamente: i deputati lo supplicarono di accettare immediatamente, agitando lo spettro di una repubblica che potrebbe essere presto proclamata all'Hôtel de Ville; in tal modo Luigi Filippo avrebbe sempre potuto affermare che gli si forzò la mano e che egli si era impegnato solo per salvare la monarchia.

Il duca d'Orléans si ritirò allora con Sebastiani e Dupin, con i quali redasse un proclama, accettato dai deputati presenti: 

Accogliendo questo proclama, i deputati risposero nel pomeriggio: 
Un governo che, senza indugio, ci garantisca questi beni, è oggi il primo bisogno della patria. Francesi! I deputati che si trovano già a Parigi si sono riuniti e, attendendo il regolare intervento delle Camere, hanno invitato un Francese che ha sempre combattuto soltanto per la Francia, il Signor duca Orléans, a esercitare le funzioni di luogotenente generale del regno. Ai loro occhi è il mezzo per compiere prontamente, nell'interesse della pace, il successo della più legittima difesa. Il duca d'Orléans è devoto alla causa nazionale e costituzionale. Ne ha sempre difeso gli interessi e professato i princìpi. Egli rispetterà i nostri diritti, perché essi sono i suoi stessi, noi ci assicureremo con le leggi tutte le garanzie necessarie per rendere la libertà forte e durevole:
la ricostituzione della Guardia nazionale con l'intervento delle guardie nazionali nella scelta degli ufficiali;
l'intervento dei cittadini nella formazione delle amministrazioni dipartimentali e municipali.
il giurì per le garanzie della stampa;
la responsabilità legalmente costituita dei ministri e dei funzionari dell'amministrazione;
lo stato dei militari assicurato legalmente;
la rielezione dei deputati promossi a funzioni pubbliche.
Daremo alle nostre istituzioni, di concerto con il Capo dello Stato, gli sviluppi di cui esse hanno bisogno.
Francesi! Il duca d’Orléans stesso ha già parlato e il suo linguaggio è quello che conviene a un paese libero: le Camere stanno per riunirsi, vi dice; esse troveranno il modo di assicurare il regno delle leggi e il mantenimento dei diritti della nazione. La Costituzione sarà finalmente una verità»
Firmato da quasi novanta deputati, l'atto venne portato al Palais-Royal. Tuttavia la manovra in favore del duca d'Orléans, appena conosciuto all'Hôtel de Ville, suscitò la rabbia dei repubblicani. Il duca di Chartres, accorso da Joigny, venne arrestato a Montrouge e minacciato di essere passato per le armi e occorse l'intervento personale di La Fayette per ottenere la sua liberazione. La commissione municipale reagì cercando di trasformarsi in governo provvisorio e lanciando un proclama che mostrava d'ignorare quello dei deputati e nominò i commissari dei diversi ministeri.

Il duca d'Orléans avrebbe quindi dovuto recarsi all'Hôtel de Ville per eliminare definitivamente, con la complicità di La Fayette, lo spettro della repubblica. La manovra ebbe qualche rischio, ma fu indispensabile. Alle due del pomeriggio un corteo picaresco lasciò il Palais-Royal. Racconta Chateaubriand: 
Tuttavia mentre il corteo avanzava con difficoltà sul lungosenna attraverso le barricate verso l'Hôtel de Ville, altre grida si levarono da una folla sempre più ostile: «Abbasso i Borboni! Basta con i Borboni! A morte i Borboni! Abbasso il duca d'Orléans!». Arrivato all'Hôtel de Ville Luigi Filippo, vestito in uniforme di guardia nazionale, esclamò, indicando il generale La Fayette, senza riuscire però a distendere l'atmosfera: «Signori, una vecchia guardia nazionale rende visita al suo antico generale!». L'uscita venne accolta da mormorii ostili: «Viva La Fayette! Abbasso i Borboni!». Abbracciando il vecchio generale che gli si avvicinò zoppicando, Luigi Filippo, con aria seducente, esclamò: «Ah! È la conseguenza della ferita che avete ricevuto in America, alla battaglia della Brandywine!» e La Fayette, che effettivamente vi fu ferito a una gamba l'11 ottobre 1777, si estasiò: «Ah, Signore, che memoria!».

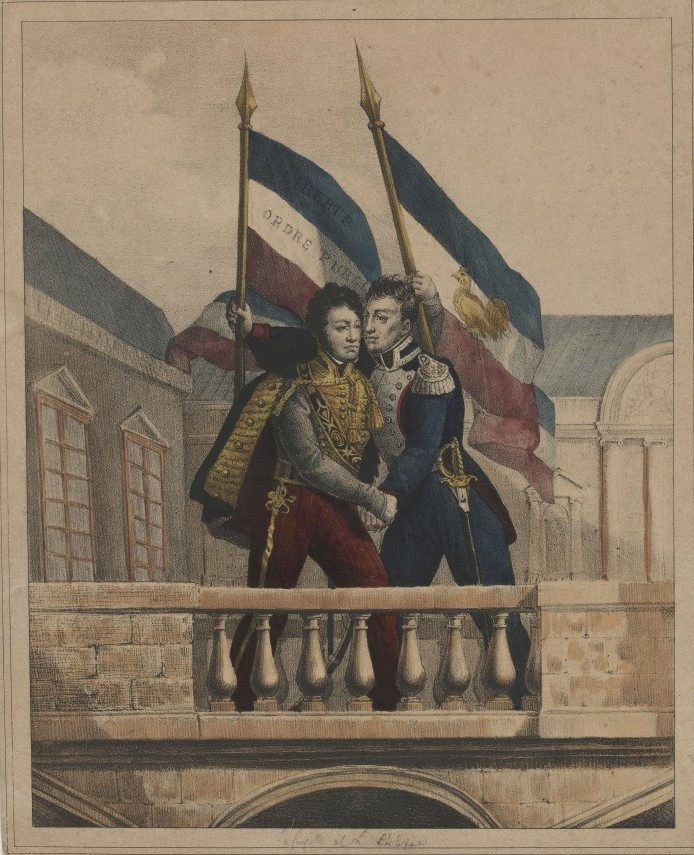
La Fayette abbraccia il duca d'Orléans al balcone dell'Hôtel de Ville

Il deputato Viennet lesse il proclama dei deputati, accolto da applausi quando promise la garanzia delle libertà pubbliche. Luigi Filippo rispose gravemente: «Come francese, deploro il male fatto al Paese e il sangue versato; come principe, sono felice di contribuire al bene della nazione». Si alzò allora un energumeno, di nome Dubourg, messo lì dal giornalista Dumoulin, bonapartista. Autoproclamatosi generale in capo dell'insurrezione e vestito di un'uniforme di fantasia, presa in prestito dai magazzini dell'Opéra-Comique, apostrofò Luigi Filippo: «Si dice che siate un uomo onesto e come tale, incapace di mancare alle promesse. Voglio crederlo, ma è bene che sappiate che se non lo farete, vi si saprà farvele mantenere». Il duca rispose alteramente: «Voi non mi conoscete, signore! Imparerete a conoscermi. Non avete il diritto di rivolgermi parole simili. Non ho mai mancato alle mie promesse e non è certo quando la patria chiama che penso di tradirla».
Per cancellare la penosa impressione lasciata da quella scena La Fayette trascinò Luigi Filippo al balcone dove i due, al di sopra della folla ammassata, si abbracciarono platealmente, avvolti ciascuno da una grande bandiera tricolore. La brillante messa in scena e il «bacio repubblicano» di La Fayette, secondo l'ironica formula di Chateaubriand, consegnava definitivamente il trono a Luigi Filippo.

Il duca ritornò al Palais Royal attraverso la rue Saint-Honoré, dove ricevette un'accoglienza più calorosa, e distribuì numerose strette di mano: fu uno dei primi bagni di folla della storia. La folla lo seguì fino al palazzo e all'inizio della sera, quando la duchessa d'Orléans e la mademoiselle Adélaïde vi giunsero, trovarono uno spettacolo che loro giudicano particolarmente spiacevole. La duchessa raccontò così: 

## Abdicazione di Carlo e ascesa di Luigi Filippo (2-9 agosto)
Il 2 agosto, Carlo X abdicò, eludendo suo figlio il delfino Luigi Antonio in favore di suo nipote Enrico, duca di Bordeaux, che non aveva ancora dieci anni. In un primo momento, il duca di Angoulême (il delfino) si rifiutò di controsiglare il documento di rinuncia ai propri diritti sul trono francese. Secondo la duchessa di Maillé, "vi fu un duro alterco tra padre e figlio. Potevano sentire le loro voci nelle stanze a fianco". Infine, dopo venti minuti, il duca di Angoulême rinunciò a essere Luigi XIX e, riluttante, firmò la seguente dichiarazione del padre:
“Caro cugino, sono così costernato dei mali che affliggono il mio popolo che non posso fare a meno di volerli evitare. Per questo ho preso la decisione di abdicare la corona in favore di mio nipote, il duca di Bordeaux. Il delfino, che condivide i miei sentimenti, rinuncia anch'egli ai diritti in favore di suo nipote. Sarà tua capacità, in quanto Luogotenente Generale del regno, proclamare l'ascesa al trono di Enrico V. Successivamente, prenderai tutte le misure necessarie per regolare le misure di governo per tutelare la minore età del sovrano. Qui mi limito personalmente a stabilire questo fatto, per evitare future e ulteriori angherie. Puoi comunicare le mie intenzioni ai corpi diplomatici, e mi farai sapere quanto prima i risultati di questa proclamazione.”

Se il regno di Luigi XIX durò pochi minuti, quello di Enrico V durò appena una settimana: Luigi Filippo infatti ignorò il documento, il 7 agosto il trono fu dichiarato vacante, e il 9 agosto il duca d'Orlèans fu proclamato re dei Francesi dai membri della Camera. I Borbone-Francia furono esiliati e i membri del gabinetto Polignac arrestati.

Il 7 agosto 1830 fu rivista la Carta del 1814, ispirandosi alla Costituzione francese del 1791. La Francia diventava una completa monarchia costituzionale. Fu soppresso il preambolo che si richiamava all'Ancien Régime, e la Carta divenne un patto fra la nazione e il sovrano e cessò d'essere una concessione di quest'ultimo. Si definì quindi come un punto di compromesso fra i costituzionalisti e i repubblicani. 
La religione cattolica cessò di essere religione di Stato e fu ripristinato il Concordato del 1801 stipulato da Napoleone, e fu abolita la censura sulla stampa e venne nuovamente adottata la bandiera tricolore al posto della bandiera bianca. Lo stemma blu degli Orléans, privato nel 1831 dei gigli borbonici dorati sostituiti dal simbolo della costituzione, divenne l'emblema dello Stato, il cui nome fu cambiato da Regno di Francia e Navarra a Regno di Francia. Furono riadottate la coccarda tricolore francese e il motto La Nation, la Loi, le Roi, identico a quello del Regno di Francia del 1791-92. La Parisienne divenne l'inno nazionale.
Il 9 agosto 1830 Luigi Filippo giurò sulla Carta del 1830 e fu incoronato: fu l'atto iniziale della monarchia di luglio, compromesso tra il popolo e il potere reale.